# Garcíez (Torredelcampo)

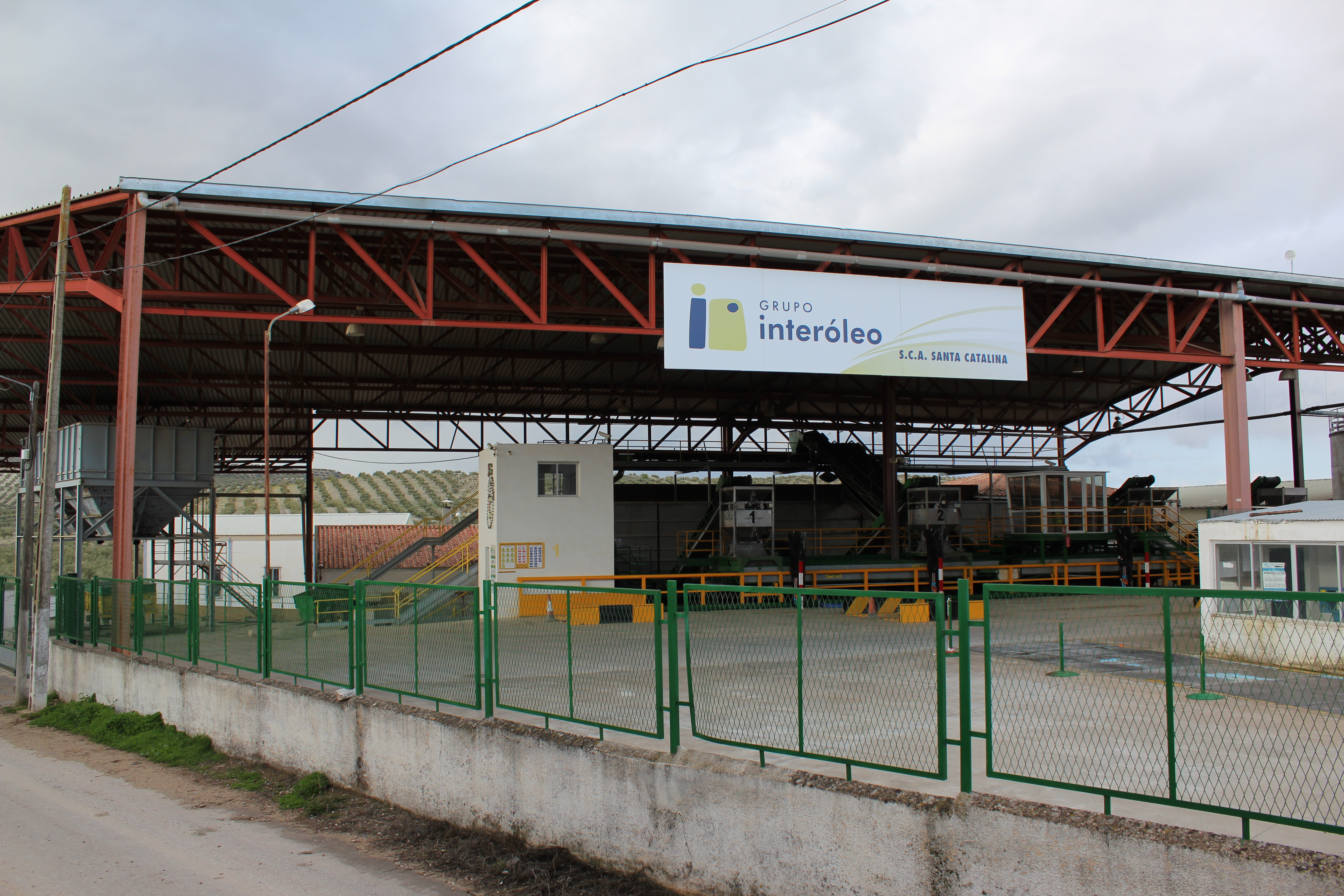
Vista de la almazara presente en Garcíez.

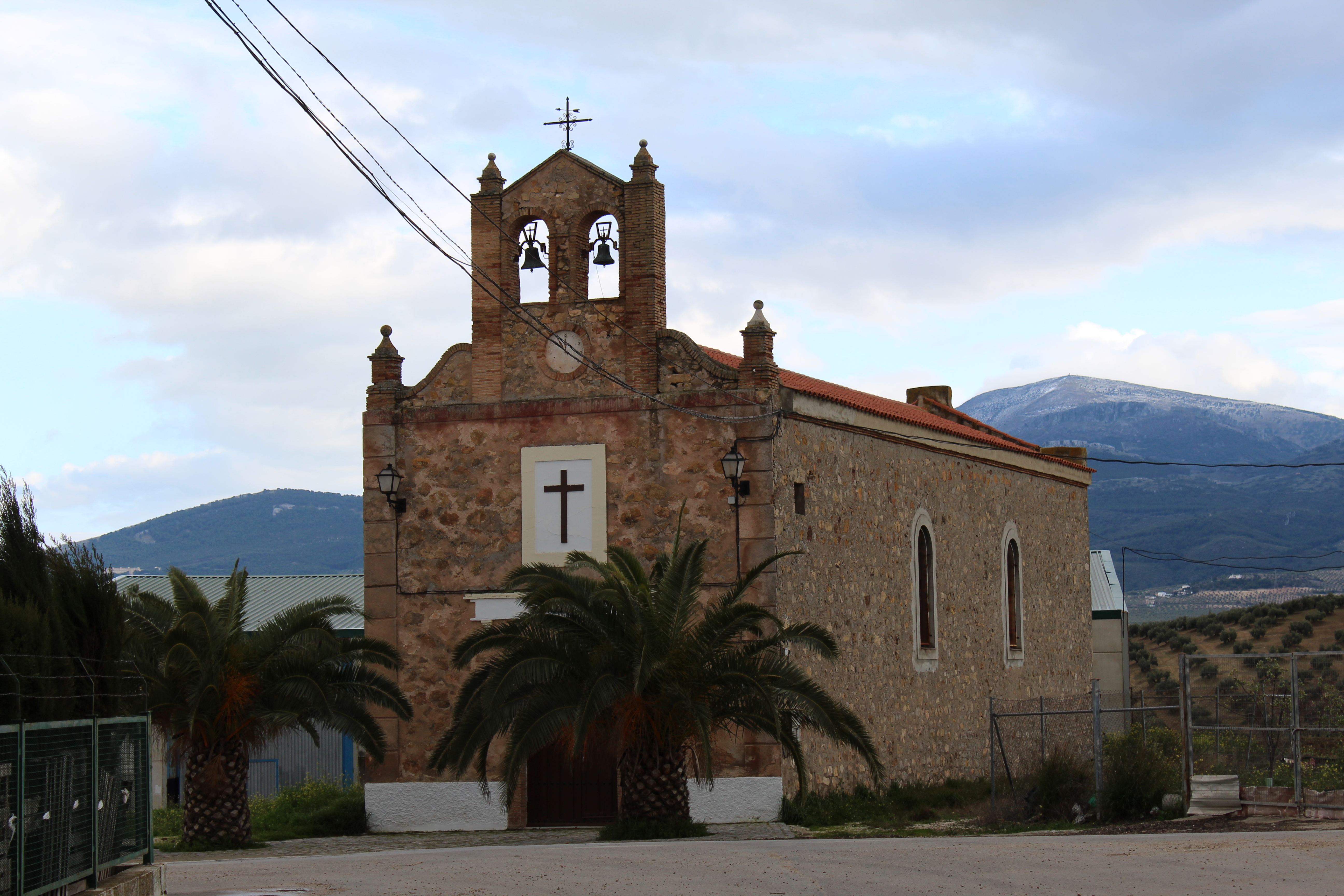
Ermita de Santa Catalina, Garcíez.

Garcíez es una pedanía de Torredelcampo, municipio español con categoría histórica de villa de la provincia de Jaén, en la comunidad autónoma de Andalucía, España. Se encuentra a 10 km de Jaén, a 5 de Fuerte del Rey, y a unos 9 de Torredelcampo.
Según el INE, en el año 2018 vivían en ella 14 personas.
Cuenta con una ermita en honor a Santa Catalina de Alejandría. Las viviendas de la pedanía son de nueva planta, o bien están tan modificadas que ninguna de ellas se asocia a la arquitectura típica tradicional de los cortijos de la campiña de Jaén.

## Historia
Garcíez aparece nombrado como núcleo de población rural ya en la Baja Edad Media, estando desde entonces habitado, si bien con lógicas oscilaciones, hasta el día de hoy.
El Deán Martínez de Mazas escribía en 1794: 

En el sitio de Garciez á una legua de esta Ciudad dice Paton que habia en su tiempo veinte Cortyjos, y en el día me consta que solo hay uno en buen estado de Don Juan de Contreras, y otro deteriorado del Cabildo de la Santa Iglesia. Los demas estan arruinados.

La primera mención que se conserva en la documenta escrita data de 1311, en la que aparecía como una de las catorce parroquias rurales del Arciprestazgo de Jaén, si bien en aquellas fechas estaba muy despoblada. Una de las causas de dicha despoblación era la peligrosidad de no contar con ningún tipo de defensa fortificada y a su vez situarse en la zona de la lucha fronteriza con el reino nazarí.
En el siglo XIV no aparece mencionada en ningún documento, lo que da idea de la crisis poblacional que seguía sufriendo. A inicios del siglo XV (1401) sí aparece:

... del dicho camino de Jaen e la vertiente que va por de parte de hazia Garçiez con las cañadas que estan en esta vertiente ...

Y en 1459, dentro de la narración de una incursión nazarí en tierras giennenses:

... Y luego fueron los moros a correr el río abaxo hasta Garçíez y al Villar de las Cuevas, ...

En 1465 aparece de nuevo mencionada dentro de un documento de compraventa, en la que se cita: "la dehesa de Garcíez". Esto significa que Garcíez ya se habría recuperado poblacionalmente y que los vecinos precisarían de una dehesa propia para alimentar al ganado empleado en las labores agrícolas, si bien no sobrepasando la dimensión de una mera cortijada.
En el siglo XVI se conoce que pierde su condición de parroquia rural y pasa a anexionarse a de San Bartolomé de Jaén. Los vecinos eran peones y arrendatarios, mientras que los propietarios eran vecinos de aldeas cercanas y de Jaén. Las tierras estaban dedicadas únicamente al cultivo de cereal.

## Economía
La actividad económica principal de la pedanía, al igual que en la mayoría del resto de localidades de la provincia de Jaén, es el cultivo del olivar para la producción de aceite de oliva. En la pedanía existe una cooperativa y centro de producción de aceite de oliva, denominado Santa Catalina, perteneciente a la Sociedad Cooperativa Andaluza Oleocampo, que cuenta con más de 800 socios.

## Carreteras
Garcíez está comunicada directamente con Torredelcampo a través de la carretera JV-2323. Esta carretera comienza en dicha localidad y finaliza junto al mojón kilométrico 6 de la carretera Jaén-Andújar A-311, donde se conecta a ella. A la altura del kilómetro 7 la JV-2323 enlaza con la JV-2338, que conduce al Berrueco.

## Demografía
Evolución de la población
| Gráfica de evolución demográfica de Garcíez (Torredelcampo) entre 2000 y 2018 |
|                                                                               |
| Población de derecho (2000-2018) según el padrón municipal del INE            |